# Establiment d'art de Josep Monter
L'establiment d'art de Josep Monter va aparèixer a Barcelona l'any 1857 en un local del carrer dels Banys Nous. Fou un local d'exposició d'obres d'artistes barcelonins del segle xix. Entre l'any 1867 i el 1868 es va traslladar al número 10 del carrer d'Escudellers fins que va tancar les portes l'any 1881.

## Descripció
Als seus inicis es va dedicar a la venda de marcs i motllures, com indiquen les guies comercials «Establecimiento de Marcos dorados». Aviat va distribuir estampes, fotografies i va permetre l'arribada d'alguns dels millors gravats francesos — com els de la casa Adolphe Goupil — i anglesos de l'època. A part d'això, també va dedicar un espai de l'establiment a l'exposició d'obres d'artistes destacats de la Barcelona del moment.
Van ser quatre els comerciants que van decidir apostar de manera ferma i continuada per la venda i exposició d'obres d'art: a més de Josep Monter, hi ha Francesc Bassols, Francesc Vidal i Joan Parés. Els establiments de Cristina Picarin, de Mercedes Vitajelin o de Domingo Vinyals també oferien un espai d'exposició als artistes de l'època. Fet important en el món de l'art barceloní, ja que a part de les exposicions oficials i, abans de la creació de les galeries d'art, els pintors i els escultors no comptaven sinó amb les vitrines dels locals d'algun fotògraf, d'establiments de decoració o bé de botigues de marcs, motllures i làmines per donar sortida a la seva obra.

## El fundador:Josep Monter
La vida de Josep Monter es presenta com una incògnita per desxifrar. Malgrat que hi ha abundants notícies sobre l'establiment d'art, no succeeix el mateix amb els apunts biogràfics de Monter.
Certament sabem que es va casar amb Elena Bornberg amb qui va tenir un fill, Josep. El fet que aquest es digués igual que el pare ens indica que era el primogènit de la família. Així, durant la dècada dels 60 i primers 70 Josep Monter va dirigir el negoci sol, fins que el fill va tenir prou edat per entrar a la botiga a ajudar el pare.
Josep Monter va morir abans de 1881 i el seu fill va seguir amb el negoci de l'establiment d'art. Tot i que no s'ha trobat la documentació necessària per certificar la mort del pare, sí que ha estat possible aconseguir la del fill. Amb aquesta, doncs, s'ha pogut assegurar que Josep Monter fill va morir el 9 d'abril de 1882, any en què torna a aparèixer la «vídua Monter» en premsa, i que tenia com a ofici comerciant, igual que el pare.
Sigui com sigui, tot fa pensar que Josep Monter va morir a finals de la dècada dels 70 i que van ser el fill i la dona els que van continuar el negoci fins que va tancar el 1881

## L'empresa

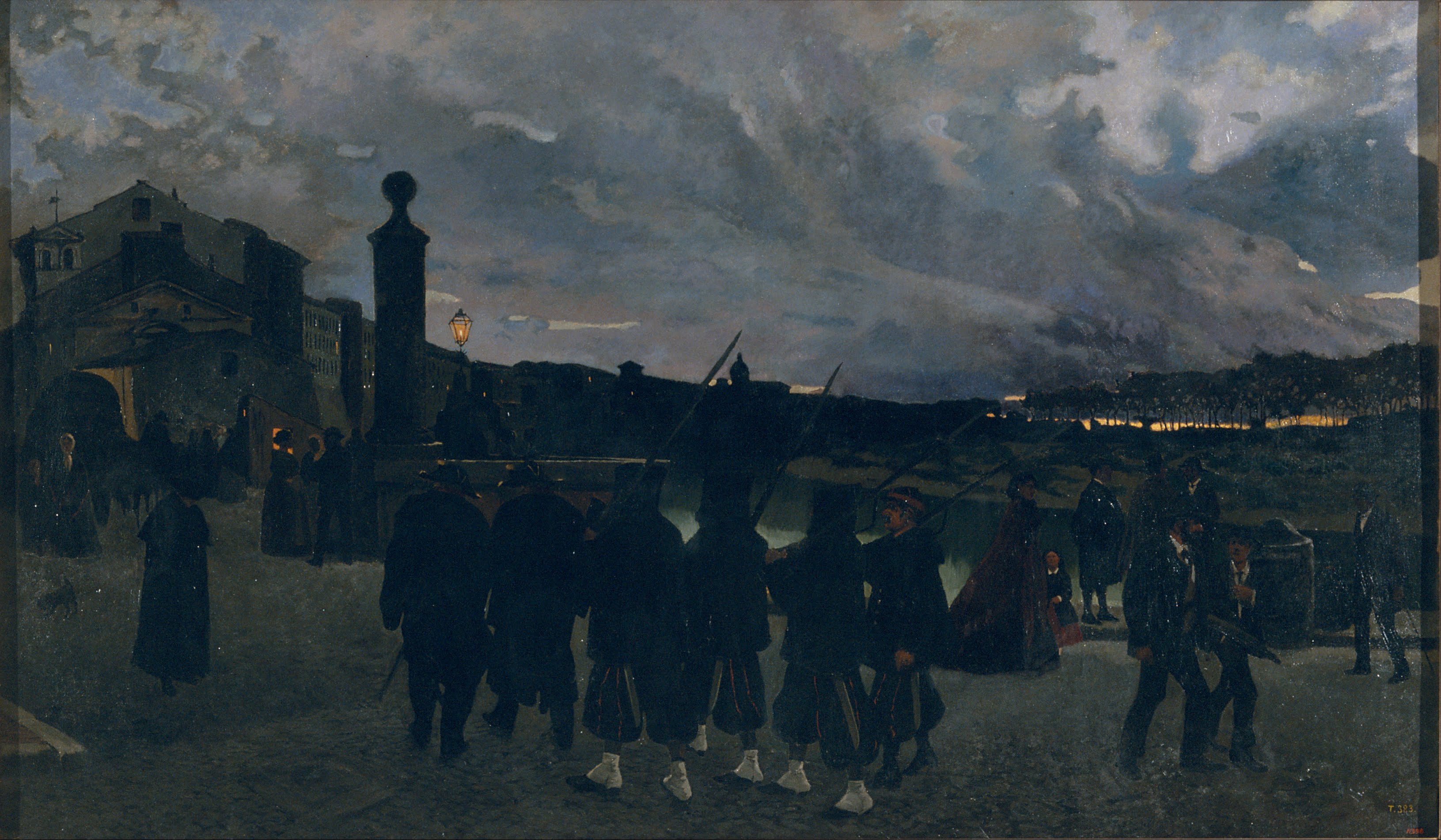
Silenci, que passa la ronda, Josep Lluís Pellicer (1869)

L'establiment d'art de Monter era un espai que actuava com a sala d'exposicions, aparador i venda per tots aquells burgesos que volguessin gaudir de l'art que s'estava fent a Barcelona. D'una banda dedicava un espai del local a l'exposició permanent d'algunes obres d'art que es canviaven molt de tant en tant, d'altra banda, l'establiment va celebrar dues exposicions esporàdiques en les quals es dedicà tot l'espai de la botiga a la mostra d'obres d'art.
Els quadres solien ser de dimensions reduïdes, especialment pensats per a la decoració de sales i gabinets, sempre pensant en el seu principal client, la burgesia. La fama i qualitat dels pintors que exposaven era variada, hi havia artistes de la talla de Modest Urgell i Joaquim Vayreda, i d'altres no tan coneguts. Sigui com sigui les exposicions permetien als artistes més reconeguts reafirmar la seva fama, i a aquells de menys renom – o als que començaven en el món de la pintura- donar-se a conèixer al públic burgès i a la crítica de la Barcelona del XIX. Artistes com Antoni Caba i Casamitjana, Ramon Duran o Josep Serra i Porsón solien exposar de forma permanent. Per tal de donar sortida a les obres - en especial d'aquells autors menys coneguts- i facilitar-ne la seva venda, les exposicions s'organitzaven amb la base econòmica d'accions numerades que donaven dret a diferents invitacions i al sorteig de lots. El guanyador podia reclamar una obra del mateix valor proporcional que el premi que havia obtingut.

## Recull d'obres
A part de les obres exposades de forma permanent de pintors com Josep Llovera i Bufill o Joan Parera, Monter va celebrar dues exposicions importants de les quals tenim constància per uns catàlegs que encara avui dia es conserven. La primera celebrada del 12 al 24 de desembre de 1873 i l'altra que ocupà del 10 al 25 de gener del 1876.

### Catàleg de l'exposició del 12 al 24 de desembre del 1873
- Manuel Amell i Jordá

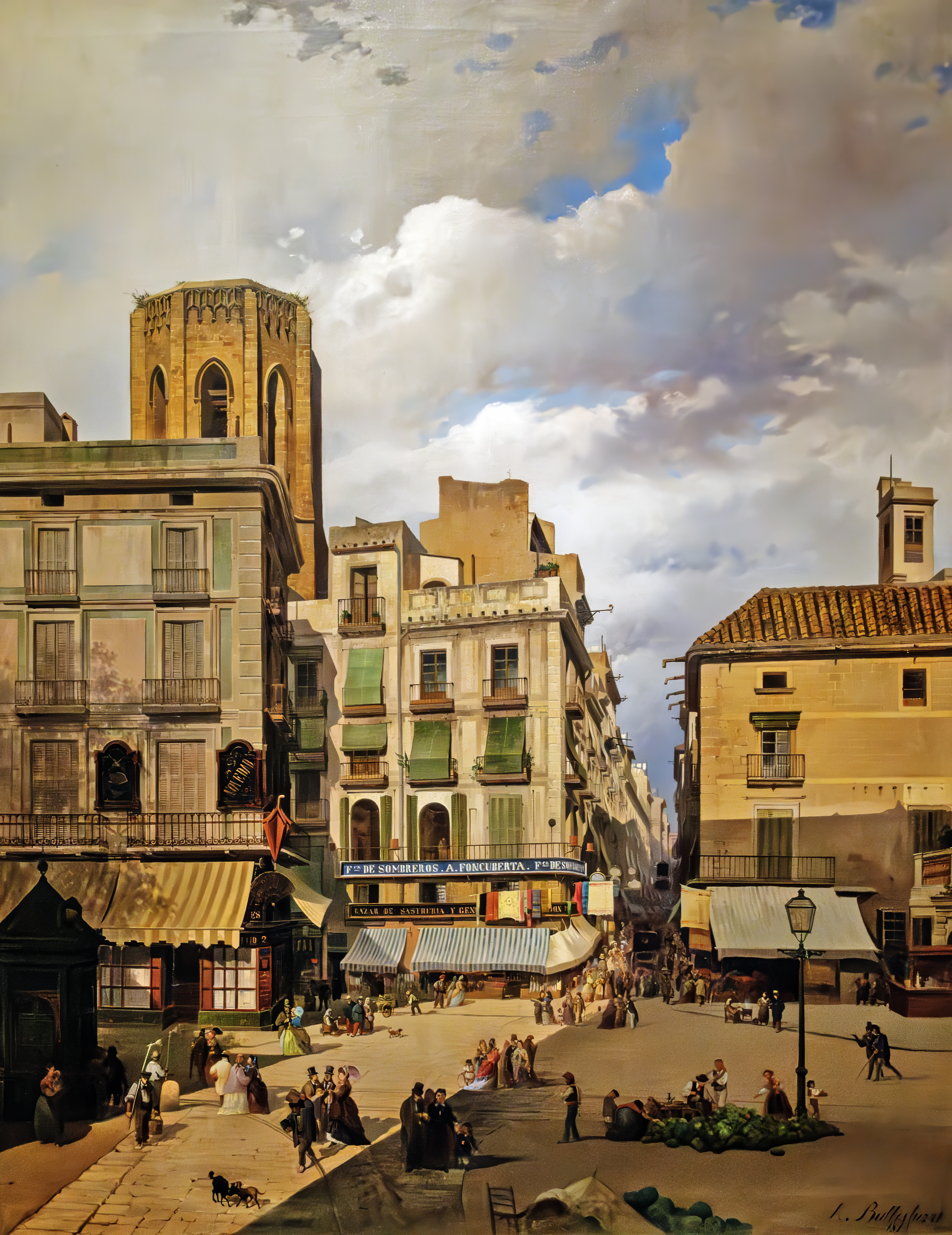
Pla de la Boqueria, Achille Battistuzzi

1. Un matrimoni sense família (225 duros)
2. lo sant de la pubilla (60 duros)
3. un present de l'hereuet (60 duros)
4. ¡lo bres vuyt! (55 duros)
5. La viudeta  (70 duros)*Ramon Amado
6. Estudios Zoologicos (150 duros)
7. De paseo (50 duros)

- Achille Battistuzzi

1. Llano de la Boqueria (300 duros)

- Cayetano Benavent

1. Frutero  (350 duros)
2. Dulces (150 duros)
3. Marina (efecto de luna) (200 duros)
4. Marina (125 duros)*Carlos Brambilla
5. Galanteo (180 duros)
6. Visita a un salón del 700 (160 duros)

- Antoni Caba i Casamitjana

1. Gitano (25 duros)
2. Cuando vas a la fuente (40 duros)

- Federic Català

1. Taller de Pacheco (70 duros)
2. Vuelta al hogar (50 duros)

- Joan Castañé

1. Estudio de peonias (40 duros)

- Antoni Costa

1. Cuyna d'una masia (70 duros)
2. Paisaje (40 duros)
3. Calle de la iglesia (Molins de Rey) (30 duros)
4. Paisaje (cercanías de Molins de Rey) (25 duros)

- Lleó Coméléran

Gitano  (60 duros)
1. Patio (35 duros)
2. Paisaje (recuerdo de Sainte Colombe) (35 duros)

- Codina-Langlin

1. Los indiscretos (100 duros)
2. La lectura (acuarel·la) (25 duros)
3. El tocador (acuarel·la) (25 duros)

- Josep Duran

1. No hay remedio (100 duros)
2. Amores descubiertos (100 duros)

- Miquel Fluixench

1. El fraile (30 duros)
2. El peregrino  (30 duros)
3. Una niña jugando con un perro (65 duros)
4. Un niño (65 duros)
5. En el hogar (100 duros)
6. Inclinación a las buenas obras  (100 duros)
7. La oración de la mañana (180 duros)

- Antoni de Ferrer i Corriol

1. Entrada del ramat (90 duros)
2. Las robas dels avis (60 duros)
3. Un Pagés (30 duros)
4. Un rabadá (25 duros)
5. Una ilusió perduda  (80 duros)

- Enric Ferau i Alsina

1. Una cascada (40 duros)
2. Una quinta (40 duros)
3. Una cañada (25 duros)
4. Un Valle (25 duros)
5. Una cascada (30 duros)
6. Paso entre Monter (30 duros)

- Simó Gómez

1. Remembransa (50 duros)

- Vicenç Genovart i Alsina

1. Un pintor (época de Luis XV) (70 duros)
2. Un vaciador (50 duros)

- Josep Juliana

1. Una declaración (35 duros)
2. L'última cistellada (60 duros)

- Ramon Martí i Alsina

1. Escenas del mar  (300 duros)
2. Escenas del mar (200 duros)
3. Costa de Monjuich (100 duros)
4. Unos becerros (100 duros)

- Enric Monserdà i Vidal

1. Antes de la corrida (110 duros)

- Ursino Mitjans

1. ¡Per lo pobre ceguet! (60 duros)
2. ¿Está la Zeñorita? (40 duros)

- Emili Morera

1. Una esclava de harem (175 duros)
2. Una actriz (175 duros)

- Ramon Padró

1. La Esfinge (100 duros)
2. Fidelitat (40 duros)
3. 29 de Septiembre (50 duros)

- Lluís Rigalt i Farriols

1. Paisaje entre Hostalrich y Arbucias (300 duros)
2. Falda de Monseny (100 duros)
3. Marina (80 duros)
4. Cercanias de Molins de Rey (60 duros)
5. País (50 duros)
6. Roca de Palancá (25 duros)
7. Caserío (25 duros)

- Agustí Rigalt

1. Tipos españoles (25 duros)
2. Tipos españoles (25 duros)
3. Id.	Id. (25 duros)
4. Id.	Id.(25 duros)
5. Id.	Id. (25 duros)
6. Id. Id.……50

- Josep Serra i Porson

1. Saltimbanquis (200 duros)
2. Cazador catalán (150 duros)
3. Felicidades (100 duros)
4. Tentaciones (150 duros)

- Fèlix Urgelles

1. Cercanias de Saint Denis  (40 duros)
2. Estudio del natural (50 duros)
3. Interior del taller  (80 duros)
4. Isla de Poteaux, orillas del Sena (80 duros)

- Modest Urgell i Inglada

1. Antes d'una tormenta (300 duros)
2. De bon matí (100 duros)
3. Tarde lluviosa de otoño (65 duros)
4. Playa (50 duros)
5. Pujada del calvari (30 duros)
6. Carrer del Remey (30 duros)
7. Carrer d'avall (25 duros)
8. Un poble de mala mort (25 duros)
9. Festa del Rosar (25 duros)
10. Pueblo de Marina (25 duros)

- Modest Urgell i Inglada y COMÉLÉRAN (LEON)

1. L'hora de las bessas (200 duros)

- Joan Vicens

1. Los primeros brochazos  (150 duros)
2. La espera (150 duros)
3. El peluquero de ganado (80 duros)

- Pere Vidal de Solares

1. La embajada Turca  (200 duros)
2. Flor deshojada (50 duros)

- Francesc Ynglada

# Vanidad (80 duros)
1. Ropavejero (40 duros)

### Catàleg de l'exposició del 10 al 25 de gener de 1876
- Ramón Amado

1. El paseo (200 duros)
2. ¿Qué le dirá? (120 duros)
3. Serenata interrumpida(60 duros)
4. Estudio en Toledo (25 duros)
5. El Picador (aquarel·la) (25 duros)
6. Un chato (id.) (25 duros)

- Manuel Amell i Jordà

1. La banda del doncel (120 duros)
2. Antesala (120 duros)
3. La beguda (150 duros)
4. La llar (100 duros)
5. Un dia magre (60 duros)
6. Los soldados (60 duros)

- Miguel Carbonnell

1. ¡Pobre Creu! (50 duros)

- Federic Català

1. Quijote (35 duros)
2. Sancho Panza (35 duros)

- Antoni Caba i Casamitjana

1. La Purísima (75 duros)
2. Celos  (50 duros)
3. Estudio del natural (50 duros)

- José Duran

1. Una cita (55 duros)
2. Ja surt lo sol (55 duros)

- Manuel Ferran i Bayona

1. Un patio de Castilla  (125 duros)

- Antoni de Ferrer i Corriol

1. Heraldo (siglo XV) (60 duros)
2. Giotto catalán (30 duros)
3. Una mare (30 duros)
4. La pastoreta (40 duros)

- Enric Ferau i Alsina

1. Paisaje, impresión del natural (60 duros)
2. Paisaje (25 duros)
3. Paisaje (25 duros)

- Miquel Fluixench i Trill

1. El hermitaño (30 duros)
2. El cartujo (35 duros)
3. El que es buen hijo es buen ciudadano  (50 duros)
4. En el teatro (50 duros)

- Vicenç Genovart i Alsina

1. Un botánico (110 duros)
2. Ensayo de la ballesta (siglo XV) (50 duros)
3. La cita (30 duros)
4. L'armé (30 duros)

- Simó Gomez

1. La poncelleta (80 duros)

- Josep Llovera

1. Pasatiempo (500 duros)
2. Impresiones de viaje (200 duros)
3. ¡Adiós artista! (150 duros)
4. Un senyó que té molt de gust (150 duros)
5. Luz y sombra  (200 duros)
6. De paseo(300 duros)
7. Un artista en pelo (200 duros)
8. Aficionado (200 duros)

- Arcadi Mas i Fontdevila

1. Estudio del natural (35 duros)

- Josep Miralles de Valencia

1. Costumbres andaluzas (130 duros)

- Josep Mirabent

1. Una pescadera  (200 duros)
2. Una payesa (200 duros)

- Francesc Parera i Munté

1. Lo privat es desitjat (50 duros)
2. Bon vi pera cantar misa (25 duros)
3. El literato (40 duros)

- Lluís Rigalt

1. Terrenos pantanosos (Vertiente de la montaña de Monjuich) (60 duros)
2. País montañoso (composición) (100 duros)
3. La hermita (id.) (100 duros)
4. Quinta perteneciente á N. N. (San Felio de Llobregat)(75 duros)
5. Prat (Inmediaciones del Llobregat) (40 duros)
6. Subida á Vallvidrera (40 duros)
7. Marina (composición) (25 duros)
8. Paisaje (id.) (25 duros)

- Agustí Rigalt

1. Aragoneses (acuarela) (30 duros)
2. Hilandera (siglo XVIII) (id.) (30 duros)
3. Monaguillos (25 duros)
4. Aragonés (25 duros)

- ROCA

1. Frutas (estudio del natural) (35 duros)

- P. Ruiz

1. S.M. el rey D. Alfonso XII el día 9 de enero de 1875 (150 duros)

- Josep Serra i Porson

1. La pesca (época Luis XV) (270 duros)
2. ¡Cómprimels, senyó! (160 duros)
3. Un soldado (Flandes 1600) (120 duros)
4. Unos pájaros (Naturaleza muerta) (100 duros)

- Modest Urgell

1. Antes d'una tormenta (100 duros)
2. Una llanura (Bélgica) (100 duros)
3. Carretera (cercanías de Barcelona) (50 duros)
4. Una playa (50 duros)
5. Entrada d'un bosque (Fontainebleau) (25 duros)
6. Marapia, (id.)(25 duros)
7. País Berck (Pas de Calais) (25 duros)
8. Puesta de sol (Cataluña) (25 duros)
9. País (id.) (25 duros)
10. Marina (25 duros)

- Joaquim Vayreda i Vila

1. Paisaje (35 duros)
2. Paisaje (35 duros)